# Cestas
Cestas é uma comuna francesa na região administrativa da Nova Aquitânia, no departamento da Gironda. Estende-se por uma área de 99,81 km². Em 2010 a comuna tinha 17 212 habitantes (densidade: 172,4 hab./km²).